# شب بارانی (فیلم ۱۹۶۰)
شب بارانی (به هندی: Barsaat Ki Raat) فیلمی محصول سال ۱۹۶۰ و به کارگردانی پی ال. سانتوشی است. در این فیلم بازیگرانی همچون مدهوبالا، بهارات بوشان، شیاما، ممتاز بیگم، کی.ان. سینگ ایفای نقش کرده‌اند.